# Communauté de communes du Pays de Pange
La communauté de communes du pays de Pange (CCPP) est une ancienne communauté de communes située dans le département de la Moselle en région Grand Est.

## Histoire
La communauté de communes du pays de Pange a été créée le 10 novembre 2005,, de la transformation du SIVOM de Pange.
La première réunion constitutive a eu lieu le 28 décembre 2005 à Silly-sur-Nied, et a vu l'élection du maire de Courcelles-Chaussy Jean-Marie Gori comme président de la nouvelle communauté de communes.
Le 4 janvier 2006, le district est transformé en communauté de communes.
Le 1er septembre 2014, par arrêté préfectoral du 20 août 2014, la commune de Villers-Stoncourt, précédemment de la communauté de communes de Rémilly et environs, quitte la communauté de communes du Sud messin rejointe au 1er janvier 2014 et intègre la communauté de communes du Pays de Pange pour des raisons géographiques et socio-économiques.
Le 1er juin 2016, par arrêté préfectoral du 29 avril 2016, les communes de Colligny et Maizery fusionnent pour donner Colligny-Maizery ramenant le nombre de communes de l’intercommunalité à dix-sept.
Le 1er janvier 2017, les communes d’Ogy et Montoy-Flanville fusionnent pour donner Ogy-Montoy-Flanville et la communauté de communes fusionne avec la communauté de communes du Haut-Chemin pour former la communauté de communes du Haut Chemin-Pays de Pange.

## Géographie
La CCPP regroupe dix-sept communes de la partie nord du canton de Pange à l’est de Metz dans l’arrondissement de Metz-Campagne. Le relief y est globalement plat avec un point culminant à 300 m.

### Intercommunalités limitrophes
À l’est de la CCPP se situe la communauté d'agglomération de Metz Métropole et la communauté de communes du Val Saint-Pierre, au nord la communauté de communes du Haut-Chemin et au sud la communauté de communes de Rémilly et environs.

### Transports
Les routes départementales 603 au nord et 999 au sud influent sur la vie du territoire : 
- la RD603 relie Metz à Saint-Avold et à la Moselle-est en passant par Courcelles-Chaussy ;
- la RD999 relie Metz à Rémilly et au Saulnois en passant par Courcelles-sur-Nied.

### Hydrologie

#### Cours d’eau
La Nied française traverse les communes de Pange, Sorbey, Sanry-Sur-Nied, Courcelles-Sur-Nied, Bazoncourt, Silly Sur-Nied et Courcelles-Chaussy. Elle donne lieu par année à des inondations. De nombreux ruisseaux plus petits traversent certains villages (par exemple le Ravenez à Courcelles-Chaussy).

#### Zones humides
La CCPP compte deux étangs à vocation piscicole : le petit étang de Courcelles-sur-Nied entouré entièrement d’une saulaie et l’étang de Courcelles-Chaussy. Le marais de Bazoncourt est composée de roseaux communs ; la roselière est sèche, mais potentiellement inondables par le ruisseau voisin. Le marais de Maizeroy comprend une zone dense et exclusivement roselière, la prairie à Fromental, une aulnaie-saulaie très humide et des prairies de fauche (inondées dès mars).
Les communes de Pange, Maizeroy, Courcelles-Chaussy et Silly Sur Nied recensent des prairies inondables associées à quelques boisements marécageux. Elles permettent l'étalement des crues et participent ainsi à la protection des agglomérations situées en aval et à l'épuration des eaux. Quelques parcelles ont été labourées dans le lit majeur. Malgré ces dégradations, cet espace se compose encore de vastes prairies d'intérêt patrimonial.
Toutes ces zones sont inscrites au schéma directeur d’aménagement et de gestion des eaux Rhin-Meuse et sont recensées comme espace naturel sensible de Moselle.
Le Ravin du réservoir, encaissé dans des grès et exposé au nord, montre de nombreux suintements entretenant une 
atmosphère humide et froide. Il est environné par une hêtraie acide et le parc du château de Landonvillers 
qui apporte une grande diversité végétale avec son arboretum.

### Faune et flore
La CCPP possède 1 599 ha de forêts, soit 13 % du territoire, ce qui correspond à la moyenne départementale. Certaines communes, plus boisées, se distinguent tout de même des autres :
- Courcelles-Chaussy : bois d’Urville, forêt domaniale de Landonvillers : 512 ha ;
- Pange : bois de Gonvaux : 204 ha de forêt, mais aussi le bois de Jurieux et la forêt de Pange ;
- Retonfey : bois de fer et bois de Vaudreville : 114 ha ;
- Coincy : 113 ha ;
- Bazoncourt : bois de Bazoncourt : 106 ha ;
- Servigny-les-Raville : 104 ha ;
- Silly-Sur-Nied : bois de Souflaune et de Bonfey 103 ha.

Les prairies de la Nied française abritent la nidification du Courlis cendré et celle du Busard des roseaux et forment une zone naturelle d'intérêt écologique, faunistique et floristique de type 1 et une zone importante pour la conservation des oiseaux.

## Composition
La communauté de communes du pays de Pange, est composé de dix-sept communes de 2005 à 2014, auxquelles s’ajoute la commune de Villers-Stoncourt en septembre 2014 :
| Nom                  | Code Insee | Gentilé       | Superficie (km2) | Population (dernière pop. légale) | Densité (hab./km2) |
| -------------------- | ---------- | ------------- | ---------------- | --------------------------------- | ------------------ |
| Pange (siège)        | 57533      | Pangeois      | 8,57             | 901 (2014)                        | 105                |
| Bazoncourt           | 57055      | Bazoncourtois | 13,21            | 532 (2014)                        | 40                 |
| Coincy               | 57145      | Cossignaciens | 7,15             | 303 (2014)                        | 42                 |
| Colligny-Maizery     | 57148      |               | 6,77             | 574 (2013)                        | 85                 |
| Courcelles-Chaussy   | 57155      | Courcellois   | 19,02            | 3 079 (2014)                      | 162                |
| Courcelles-sur-Nied  | 57156      | Courcellois   | 5,06             | 1 192 (2014)                      | 236                |
| Maizeroy             | 57431      | Machereux     | 8,73             | 375 (2014)                        | 43                 |
| Marsilly             | 57449      |               | 3,22             | 532 (2014)                        | 165                |
| Montoy-Flanville     | 57482      | Montévillois  | 6,32             | 1 150 (2014)                      | 182                |
| Ogy                  | 57523      |               | 3,74             | 525 (2014)                        | 140                |
| Raville              | 57563      | Ravillois     | 7,06             | 279 (2014)                        | 40                 |
| Retonfey             | 57575      | Retonféens    | 9,77             | 1 365 (2014)                      | 140                |
| Sanry-sur-Nied       | 57627      |               | 4,81             | 303 (2014)                        | 63                 |
| Servigny-lès-Raville | 57648      | Servigniens   | 14,20            | 453 (2014)                        | 32                 |
| Silly-sur-Nied       | 57654      | Sillois       | 4,54             | 700 (2014)                        | 154                |
| Sorbey               | 57656      |               | 5,59             | 367 (2014)                        | 66                 |
| Villers-Stoncourt    | 57718      |               | 10,57            | 252 (2014)                        | 24                 |

## Démographie
La population des communes de la CCPP connait une croissance de près de 40 % entre 1980 et 2010, essentiellement à la faveur du développement des lotissements.
Le territoire, à dominante rurale, est soumis à un important phénomène de périurbanisation dû à la proximité de l'agglomération messine : la densité de population décroît en s'éloignant de Metz vers l'est.
La population de la CCPP a augmenté de près de 40 % depuis le début des années 1990, essentiellement à la faveur du développement des lotissements. 
- 1999 : 10 900 habitants (3 680 ménages, 3 177 familles, + 14 % depuis 1990 ; 3 659 enfants, - 7,2 % depuis 1990)
- 2006 : 11 678 habitants (+ 1 % entre 1999 et 2006)

La CCPP compte plus de 12 530 habitants en 2008.
| 1999   | 2006   | 2008   | 2014   |
| ------ | ------ | ------ | ------ |
| 10 900 | 11 678 | 12 530 | 12 700 |

La population est jeune (près de 30 % de la population a moins de vingt ans). Les jeunes adultes sont sous-représentés. La part des personnes âgées est faible (13 % de plus de 60 ans).

## Logo

Le logo de la communauté de communes met en valeur le cadre de vie du territoire : les couleurs représentent la terre, l’eau et la végétation et le motif symbolise le patrimoine châtelain de Pange, Courcelles-Chaussy et Landonvillers.

## Politique et administration

### Fonctionnement
Le conseil communautaire chargé d’administrer la CCPP est constitué de quarante délégués : deux pour les communes de moins de 1 000 habitants et pour les autres deux plus un délégué additionnel par tranche de 1 000 habitants supplémentaire (soit trois pour Montoy-Flanville et Retonfey et cinq pour Courcelles-Chaussy).
Il y a sept vice-présidents et un président.
La CCPP emploie quatre agents administratifs, quatorze techniciens et cinq professeurs pour l’école de musique.
La CCPP édite un journal Vies Communes pour ses habitants. Il est tiré à 5 000 exemplaires sur papier recyclé. Le premier numéro est paru en juillet 2008.
Il y a neuf commissions : finances et transferts de charges, aménagement de l’espace/développement économique, NTIC, environnement et développement durable, développement touristique/vie associative et culturelle, communication, services aux collectivités et prestations de service, services à la personne (petite enfance, périscolaire, personnes âgées), personnel communautaire.

### Présidence
| Période                                  | Période    | Identité        | Étiquette | Qualité                                   |
| ---------------------------------------- | ---------- | --------------- | --------- | ----------------------------------------- |
| Les données manquantes sont à compléter. |            |                 |           |                                           |
|                                          | avril 2008 | Jean-Marie Gori |           | Maire de Courcelles-Chaussy (depuis 1995) |
| avril 2008                               | En cours   | Roland Chloup   |           | Maire de Pange (depuis 2014)              |

## Économie
En octobre 2008, la CCPP compte environ 4 000 logements et habitations (93 % de logements individuels). Les 13 000 habitants représentent 3 800 familles dont 2 300 enfants entre 0 et 14 ans (1 500 sont scolarisés) et plus de 1 200 retraités. 300 entreprises ou établissements soit 1 550 salariés. 90 exploitations agricoles pour 8900 ha (150 emplois dans l’agriculture). La part des actifs est de 93 % (soit 7 % de demandeurs d’emplois).
En 2010, la CCCP compte 215 entreprises.

## Projets
Le 30 mars 2009, la CCPP adopte un budget avec des investissements très importants. Ceci témoigne de la volonté des élus de préparer l’avenir du territoire et de ses habitants par des projets structurants : 4,27 M€ vont dans l’aménagement de la Z.A. de Courcelles-Chaussy et dans la desserte de la Z.A. de Montoy-Flanville. 1,2 M€ sont destinés à la réalisation de la voie verte reliant Courcelles-sur-Nied à Landonvillers.

### Piste verte, voie piétonne et cyclable
La commission « développement touristique, vie associative et culturelle » travaille sur le projet de voie piétonne et cyclable qui emprunterait en grande partie le tracé de l’ancienne voie ferrée. C’est un chemin qui s’étirera sur 12,5 kilomètres traversant les bans communaux de Courcelles-sur-Nied, Laquenexy, Pange, Maizeroy et Courcelles-Chaussy (Landonvillers). Le bureau de maitrise d’œuvre VRI de Montoy-Flanville déterminera le tracé exact tenant compte des contraintes propres aux cinq communes traversés et lancera un appel d'offres quant à la réalisation des travaux.

### Zone industrielle à Courcelles-Chaussy
La CCPP est chargée de l’aménagement de l’extension de la zone artisanale Saint-Jean à Courcelles-Chaussy, vingt parcelles réparties sur cinq hectares seront destinées à l’installation d’entreprises. Les travaux de voiries et desserte des réseaux sont estimés à 800 000 €.

### Zone artisanale de Montoy-Flanville
La CCPP est chargée de l'aménagement de l'extension de la zone artisanale intercommunale de La Planchette à Montoy-Flanville. Sont prévus : 15 ha supplémentaire, un giratoire, l’accès au village de Coincy, la sécurisation de la route départementale 603. Le coût de réalisation est estimé à 1,6 M€.

### Numérisation des plans cadastraux
La CCPP a signé une convention tripartite avec la DGI et le conseil général de la Moselle pour se doter d’un outil SIG. Les plans cadastraux des dix-sept communes, soit 14 368 parcelles, sont numérisés avec ce système pour des raisons de précision et de cohérence. La CCPP dispose ainsi d’un plan complet de son territoire et les communes peuvent effectuer des recherches plus facilement sur les plans cadastraux. Il sera possible d’intégrer par la suite des couches supplémentaire : réseaux secs et humides, voirie…

## Lieux et monuments
- voies et villas romaines ;
- château de Landonvillers ;
- château de Colombey, détruit en 1870 ;
- château de Montoy, château de Flanville ;
- château de Pange ;
- château d’Urville ;
- château d’Aubigny ;
- château de Maizeroy, XVIIIe siècle
- château fort de Bazoncourt ;
- château de Retonfey ;
- ancien hôpital Saint-Laurent de Flanville ;
- moulins de Bazoncourt, de Landonvillers, de Maizeroy
- lavoirs
- colombiers
- écoles maternelles et primaires.
- église Saint-Agnan, Xe siècle à Ogy ;
- église Saint-Alban de Sorbey, 1896 ;
- église Saint-André de Servigny-lès-Raville, 1750 ;
- église Saint-Arnoul de Silly-sur-Nied, XVIIIe siècle ;
- église Saint-Barthélemy, de Raville, 1758 ;
- église Saint-Christophe de Bazoncourt, XVIIIe siècle ;
- église Sainte-Marie-Madeleine de Courcelles-sur-Nied, 1760 ;
- église Saint-Martin de Pange, XIe siècle ;
- église Saint-Martin de Retonfey ;
- église Saint-Nabor de Colombey, XIIe siècle, en ruine ;
- église Saint-Nicolas de Maizeroy, XVe siècle ;
- église Saint-Pierre de Villers-Stoncourt, 1856 ;
- église Saint-Rémi de Courcelles-Chaussy, XVIIIe siècle ;
- temple protestant de Courcelles-Chaussy, XIXe siècle ;
- presbytères ;
- cimetières : cimetière du choléra à Servigny-lès-Raville ;
- chapelles : Domangeville, Frécourt, Saint-Urbain de Sanry-sur-Nied ;
- monuments commémoratifs ;
- calvaires ;
- croix de chemins.